# Rathaus (Geiselwind)

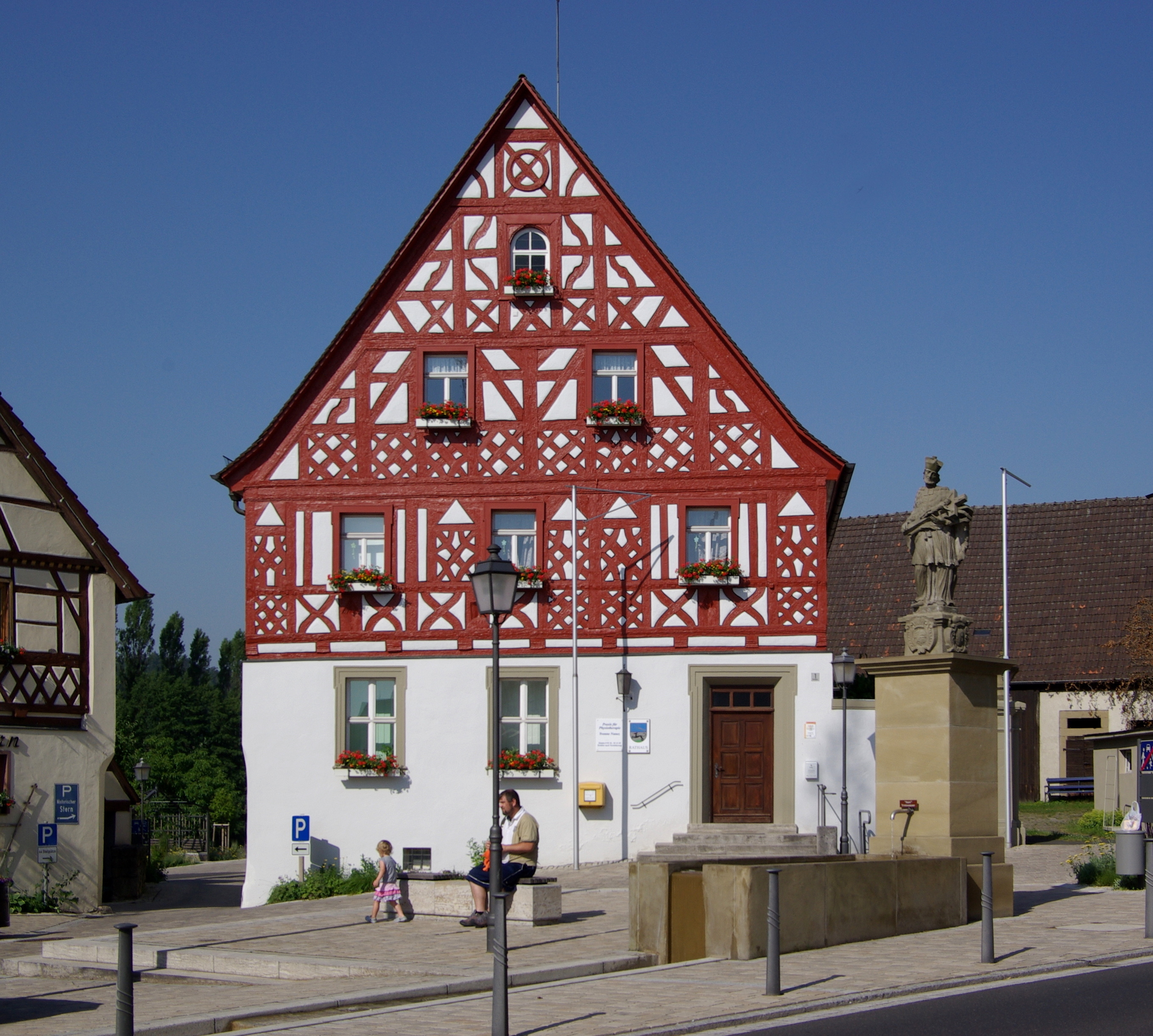
Das Rathaus in Geiselwind

Das Rathaus des Marktes Geiselwind ist repräsentativer Verwaltungssitz der unterfränkischen Gemeinde im Landkreis Kitzingen. Es steht am Marktplatz inmitten des Ortes.

## Geschichte
Erstmals erwähnt wurde das Haus am Marktplatz bereits im 15. Jahrhundert. Schon damals saß dort der Schultheiß und der Schreiber und dort tagten die Gemeinderäte. Das Erdgeschoss wurde damals von Marktständen eingenommen. Im Jahr 1669 wurde das Rathaus aufgestockt und erhielt das heutige Aussehen. Die Schaufassade wurde mit Fachwerk gestaltet, das allerdings lange Zeit unter einer Putzschicht verborgen war.
Im Jahr 1887 richtete man im Erdgeschoss die Geiselwinder Poststation ein. Im Jahr 1934 wurde das Fachwerk freigelegt. In den 1950er Jahren wurde das Rathaus erstmals  renoviert, 1962 wurde es umgebaut. Nach der Gemeindegebietsreform war die Gemeinde weiter angewachsen, man plante das Rathaus zu erneuern und errichtete zwischen 1988 und 1990 einen Anbau. Der alte Bau ist als Baudenkmal eingeordnet.

## Architektur
Das Rathaus präsentiert sich als zweigeschossiger Giebelbau am Marktplatz. Das Erdgeschoss wurde in Massivbauweise errichtet. Die Fenster sind mit geohrten Rahmungen ausgestattet. Auch das Portal weist Ohrungen auf. Das Obergeschoss und der Giebel sind mit reichem Fachwerk verziert. Drei Fensterachsen, ebenfalls mit Ohrrahmungen, gliedern das Obergeschoss. Das Rathaus schließt mit einem spitzen Satteldach ab.